# Роджер Ендрю Тейлор
Ро́джер Ендрю Те́йлор (англ. Roger Andrew Taylor, нар. 26 квітня 1960) — британський музикант, найбільш відомий як ударник гурту Duran Duran з момента його створення до 1985 року і з 2001 року по наш час.
Роджер Ендрю Тейлор народився в скромній родині і виховувався в районі Шард-Енд Бірмінгема до 11 років, а потім у невеликому будинку в передмісті в Касл Бромвіч. Його батько працював в автомобільній промисловості. Він почав грати на барабанах приблизно у віці 12 років, навчаючись самостійно, граючи разом зі своїми улюбленими платівками. Його першими амбіціями було стати воротарем англійського футбольного клубу «Астон Вілла», а в дитинстві його батько возив на кожен домашній матч. Згодом він «грав» у Villa Park, але як барабанщик Duran Duran на їхньому благодійному концерті 1983 року.
Перед тим, як приєднатися до Duran Duran, Тейлор виступав з кількома шкільними і місцевими клубними гуртами. Надихнувшись панк-групами, які грали в клубі Barbarellas у Бірмінгемі, він сформував групу нової хвилі панку Scent Organs, яка стала регіональними фіналістами молодого гурту року Melody Maker у 1978 році та на короткий час був учасником пост-панку гурт Cult Figures. Після розриву Scent Organs у 1979 році він приєднався до Duran Duran.